# Europese kampioenschappen schaatsen 2004
De Europese kampioenschappen schaatsen 2004 werden op 9, 10 en 11 januari 2004 gereden in de ijshal Thialf te Heerenveen.
Titelverdedigers waren de Europees kampioenen van 2003 in Heerenveen. In Thialf werden de Duitse Anni Friesinger en de Nederlander Gianni Romme kampioen.
De Duitse Anni Friesinger en de Nederlander Mark Tuitert werden Europees kampioen.
| Programma                                            | Programma                                               | Programma                              |
| vrijdag 9 januari                                    | zaterdag 10 januari                                     | zondag 11 januari                      |
| ---------------------------------------------------- | ------------------------------------------------------- | -------------------------------------- |
| 500 meter mannen 500 meter vrouwen 5000 meter mannen | 1500 meter vrouwen 1500 meter mannen 3000 meter vrouwen | 5000 meter vrouwen 10.000 meter mannen |

## Mannen

### Afstandmedailles
| Afstand | Goud           | Zilver           | Brons          |
| ------- | -------------- | ---------------- | -------------- |
| 500m    | Mika Poutala   | Mark Tuitert     | Jan Friesinger |
| 1500m   | Mark Tuitert   | Jevgeni Lalenkov | Carl Verheijen |
| 5000m   | Carl Verheijen | Mark Tuitert     | Gianni Romme   |
| 10000m  | Carl Verheijen | Gianni Romme     | Lasse Sætre    |

### Eindklassement
| Rang   | Schaatser         | Land        | Punten  | 500 m         | 5000 m       | 1500 m        | 10.000 m      |
| ------ | ----------------- | ----------- | ------- | ------------- | ------------ | ------------- | ------------- |
| Goud   | Mark Tuitert      | Nederland   | 151,691 | 36,18 (2)     | 6.27,63 (2)  | 1.47,41 (1)   | 13.38,91 (5)  |
| Zilver | Carl Verheijen    | Nederland   | 152,194 | 37,14 (10)    | 6.26,43 (1)  | 1.48,80 (3)   | 13.22,91 (1)  |
| Brons  | Jochem Uytdehaage | Nederland   | 152,718 | 36,70 (6)     | 6.31,93 (4)  | 1.48,90 (4)   | 13.30,51 (4)  |
| 4      | Gianni Romme      | Nederland   | 153,871 | 37,82 (16)    | 6.29,88 (3)  | 1.50,24 (8)   | 13.26,34 (2)  |
| 5      | Ivan Skobrev      | Rusland     | 154,013 | 36,73 (7)     | 6.35,55 (6)  | 1.49,84 (6)   | 13.42,31 (6)  |
| 6      | Jevgeni Lalenkov  | Rusland     | 154,688 | 36,45 (4)     | 6.41,84 (12) | 1.48,01 (2)   | 14.01,03 (11) |
| 7      | Enrico Fabris     | Italië      | 155,016 | 37,39 (13)    | 6.34,87 (5)  | 1.49,64 (5)   | 13.51,86 (9)  |
| 8      | Johan Röjler      | Zweden      | 155,917 | 37,55 (15)    | 6.36,68 (8)  | 1.51,46 (10)  | 13.50,92 (8)  |
| 9      | Jan Friesinger    | Duitsland   | 156,592 | 36,35 (3)     | 6.48,76 (17) | 1.50,34 (9)   | 14.11,72 (14) |
| 10     | Lasse Sætre       | Noorwegen   | 156,602 | 38,68 (21)    | 6.36,25 (7)  | 1.53,65 (18)  | 13.28,29 (3)  |
| 11     | Artjom Detisjev   | Rusland     | 156,654 | 38,52 (20)    | 6.38,06 (10) | 1.51,54 (12)  | 13.42,97 (7)  |
| 12     | Petter Andersen   | Noorwegen   | 156,792 | 36,46 (5)     | 6.47,43 (15) | 1.50,02 (7)   | 14.18,32 (15) |
| 13     | Paweł Zygmunt     | Polen       | 157,741 | 38,48 (19)    | 6.40,54 (11) | 1.52,80 (15)  | 13.52,15 (10) |
| 14     | Matteo Anesi      | Italië      | 158,575 | 37,38 (11)    | 6.49,58 (18) | 1.51,77 (13)  | 14.19,62 (16) |
| 15     | Tobias Schneider  | Duitsland   | 158,845 | 38,23 (18)    | 6.45,05 (13) | 1.53,85 (19)  | 14.03,20 (12) |
| 16     | Eskil Ervik       | Noorwegen   | 162,520 | 37,49 (14)    | 6.37,15 (9)  | 2.09,20 (28f) | 14.04,99 (13) |
| NC17   | Mika Poutala      | Finland     | 116,194 | 36,09 (1)     | 7.06,81 (26) | 1.52,27 (14)  |               |
| NC18   | Risto Rosendahl   | Finland     | 116,748 | 36,96 (9)     | 7.06,25 (25) | 1.51,49 (11)  |               |
| NC19   | André Vreugdenhil | België      | 117,118 | 37,38 (12)    | 6.58,85 (22) | 1.53,56 (17)  |               |
| NC20   | Christian Zoller  | Oostenrijk  | 118,290 | 36,86 (8)     | 7.14,14 (28) | 1.54,05 (20)  |               |
| NC21   | Igor Makovetski   | Wit-Rusland | 118,640 | 38,18 (17)    | 7.02,10 (24) | 1.54,75 (22)  |               |
| NC22   | Bart Veldkamp     | België      | 119,167 | 40,23 (26)    | 6.48,17 (16) | 1.54,36 (21)  |               |
| NC23   | Miroslav Vtípil   | Tsjechië    | 119,490 | 38,93 (22)    | 7.00,04 (23) | 1.55,67 (24)  |               |
| NC24   | Claudiu Grozea    | Roemenië    | 119,931 | 39,60 (24)    | 6.55,81 (19) | 1.56,25 (25)  |               |
| NC25   | Ronald Bosker     | Zwitserland | 121,259 | 40,10 (25)    | 6.58,39 (21) | 1.57,96 (27)  |               |
| NC26   | Maksim Pedos      | Oekraïne    | 121,866 | 39,56 (23)    | 7.09,93 (27) | 1.57,94 (26)  |               |
| NC27   | Jarmo Valtonen    | Finland     | 135,662 | 56,18 (27f)   | 6.57,62 (20) | 1.53,16 (16)  |               |
| NC28   | Witold Mazur      | Polen       | 154,707 | 1.15,59 (28f) | 6.46,91 (14) | 1.55,28 (23)  |               |

## Vrouwen

### Deelname
De vrouwen streden voor de 29e keer om de Europese titel. Ze deden dit voor de vijftiende keer in Nederland en voor de dertiende keer in Heerenveen. Zesentwintig deelneemsters uit veertien landen namen aan dit kampioenschap deel. Tien landen, Duitsland (4), Nederland (4), Rusland (4), Italië (2), Noorwegen (2), Roemenië (2), Hongarije (1), Oekraïne (1), Tsjechië (1) en Wit-Rusland (1), waren ook vertegenwoordigd op het EK in 2003. Finland (1) en Polen (1), in 2003 afwezig, en Zweden (1) na zes jaar afwezigheid en Zwitserland (1) dat voor de zesde keer deelnam, waren op dit kampioenschap weer present. Oostenrijk vaardigde dit jaar geen deelneemster af. Acht vrouwen maakten hun EK debuut.
Voor het derde opeenvolgende jaar stonden dezelfde drie vrouwen op dezelfde positie op het erepodium. De Duitse Anni Friesinger prolongeerde haar titel en werd voor de vierde keer Europees kampioene, in 2000 behaalde ze deze titel voor de eerste keer. Ze nam voor de vijfde keer op het erepodium plaats. Op plaats twee werd ze geflankeerd door haar landgenote en eenmalig Europees kampioene (1998) Claudia Pechstein die voor de zevende keer op het erepodium plaatsnam. De Nederlandse Renate Groenewold completeerde het eindpodium van het Europees Kampioenschap. Zij nam voor de vierde keer plaats op het erepodium, ook in 2000 werd zij derde.
Naast Groenewold eindigden de andere drie Nederlandse deelneemsters ook in de top tien, en wel in de aansluitende drie posities achter haar. Wieteke Cramer werd vierde, Barbara de Loor vijfde en debutante Gretha Smit eindigde op de zesde plaats.

### Afstandmedailles
De Nederlandse deelneemsters wonnen op dit kampioenschap vijf afstandmedailles. Wieteke Cramer behaalde haar eerste afstandmedaille middels zilver op de 500 meter. In 2001 behaalde ze de bronzen medaille in het eindklassement. Renate Groenewold won voor het vijfde opeenvolgende jaar twee afstandmedailles. Dit jaar goud op de 1500 en brons op de 5000 meter. Gretha Smit won de gouden medaille op de 3000 en 5000 meter.
De nummers één en twee in het eindklassement wonnen de zeven overige medailles. Europees kampioene Anni Friesinger won vier medailles en bracht haar totaal tot zeventien medailles (8-5-4), daarmee evenaarde ze de totaalscore van Andrea Mitscherlich (13-3-1) en Emese Hunyady (7-3-7). Claudia Pechstein won drie afstandmedailles en bracht haar totaal op dit kampioenschap tot 24 medailles (6-11-7). Alleen Gunda Niemann-Kleemann met vierenveertig afstandmedailles (28-10-6) won er meer.
| Afstand | Goud              | Zilver            | Brons             |
| ------- | ----------------- | ----------------- | ----------------- |
| 500m    | Anni Friesinger   | Wieteke Cramer    | Claudia Pechstein |
| 1500m   | Renate Groenewold | Anni Friesinger   | Claudia Pechstein |
| 3000m   | Gretha Smit       | Anni Friesinger   | Renate Groenewold |
| 5000m   | Gretha Smit       | Claudia Pechstein | Anni Friesinger   |

### Eindklassement
Achter de namen staat tussen haakjes bij meervoudige deelname het aantal deelnames
| Rang   | Schaatsster                 | Land        | Punten  | 500 m        | 1500 m         | 3000 m       | 5000 m       |
| ------ | --------------------------- | ----------- | ------- | ------------ | -------------- | ------------ | ------------ |
| Goud   | Anni Friesinger (6)         | Duitsland   | 162,717 | 39,28 (1)    | 1.58,24 (2)    | 4.08,28 (2)  | 7.06,44 (3)  |
| Zilver | Claudia Pechstein (12)      | Duitsland   | 163,412 | 40,08 (3)    | 1.58,37 (3)    | 4.09,37 (4)  | 7.03,15 (2)  |
| Brons  | Renate Groenewold (6)       | Nederland   | 163,863 | 40,34 (6)    | 1.57,81 (1)    | 4.08,45 (3)  | 7.08,45 (4)  |
| 4      | Wieteke Cramer (2)          | Nederland   | 165,500 | 39,53 (2)    | 2.00,20 (4)    | 4.14,18 (5)  | 7.15,41 (6)  |
| 5      | Barbara de Loor (8)         | Nederland   | 166,390 | 40,21 (4)    | 2.00,46 (5)    | 4.15,30 (6)  | 7.14,77 (5)  |
| 6      | Gretha Smit                 | Nederland   | 166,590 | 42,69 (22)   | 2.02,22 (7)    | 4.07,96 (1)  | 6.58,34 (1)  |
| 7      | Lucille Opitz               | Duitsland   | 168,294 | 41,01 (13)   | 2.02,44 (8)    | 4.15,61 (7)  | 7.18,70 (8)  |
| 8      | Olga Tarasova               | Rusland     | 168,537 | 41,52 (17)   | 2.01,76 (6)    | 4.16,20 (8)  | 7.17,31 (7)  |
| 9      | Nicola Mayr (5)             | Italië      | 168,754 | 40,29 (5)    | 2.03,40 (12)   | 4.18,67 (9)  | 7.22,20 (12) |
| 10     | Varvara Barysjeva (5)       | Rusland     | 168,901 | 40,62 (8)    | 2.02,62 (10)   | 4.19,14 (10) | 7.22,18 (11) |
| 11     | Daniela Anschütz (6)        | Duitsland   | 169,484 | 40,67 (9)    | 2.03,39 (11)   | 4.21,73 (12) | 7.20,63 (9)  |
| 12     | Galina Lichatsjova          | Rusland     | 169,599 | 41,30 (15)   | 2.02,47 (9)    | 4.20,27 (11) | 7.20,98 (10) |
| 13     | Daniela Oltean (6)          | Roemenië    | 171,145 | 41,66 (18)   | 2.03,42 (13)   | 4.21,79 (13) | 7.27,14 (13) |
| 14     | Bianca Anghel (2)           | Roemenië    | 171,262 | 40,92 (12)   | 2.03,57 (14)   | 4.22,77 (16) | 7.33,57 (15) |
| 15     | Hedvig Bjelkevik (3)        | Noorwegen   | 172,130 | 40,71 (10)   | 2.04,59 (16)   | 4.25,06 (19) | 7.37,14 (16) |
| 16     | Julia Skokova (2)           | Rusland     | 176,499 | 40,53 (7)    | 2.21,54 * (26) | 4.22,51 (14) | 7.30,38 (14) |
| NC17   | Annette Bjelkevik (4)       | Noorwegen   | 126,441 | 40,74 (11)   | 2.05,13 (17)   | 4.23,95 (18) |              |
| NC18   | Krisztina Egyed (8)         | Hongarije   | 128,349 | 41,14 (14)   | 2.06,82 (19)   | 4.29,62 (22) |              |
| NC19   | Olena Mjagkych (5)          | Oekraïne    | 128,379 | 41,39 (16)   | 2.05,81 (18)   | 4.30,32 (24) |              |
| NC20   | Martina Sáblíková (2)       | Tsjechië    | 128,638 | 42,57 (21)   | 2.06,90 (20)   | 4.22,61 (15) |              |
| NC21   | Adelia Marra                | Italië      | 129,151 | 41,86 (20)   | 2.08,19 (23)   | 4.27,37 (21) |              |
| NC22   | Sofia Albertsson            | Zweden      | 129,293 | 41,70 (19)   | 2.07,74 (22)   | 4.30,08 (23) |              |
| NC23   | Henriët Bosker-van der Meer | Zwitserland | 130,748 | 43,99 (25)   | 2.07,62 (21)   | 4.25,31 (20) |              |
| NC24   | Joelija Jasenok             | Wit-Rusland | 131,921 | 42,92 (23)   | 2.08,98 (24)   | 4.36,05 (25) |              |
| NC25   | Johanna Mäki-Laine (4)      | Finland     | 133,378 | 43,26 (24)   | 2.12,28 (25)   | 4.36,15 (26) |              |
| NC26   | Katarzyna Wójcicka (5)      | Polen       | 137,582 | 52,55 * (26) | 2.03,62 (15)   | 4.22,96 (17) |              |

vet = kampioenschapsrecord
* = gevallen